# Hemiptocha argentosus
Hemiptocha argentosus là một loài bướm đêm trong họ Crambidae.